# Бучанська різанина
Бучанська різанина, або геноцид у Бучі — масове вбивство українського цивільного населення в місті Буча Київської області, що супроводжувалося викраденнями, тортурами, зґвалтуваннями, у тому числі дітей, та мародерством. Злочини скоїли збройні сили та інші формування РФ у період російсько-української війни під час російського вторгнення у березні 2022 року попри неодноразові заяви, що Росія атакує лише військові цілі.
Загинуло понад 637 жителів міста, українська влада назвала це геноцидом українців і звернулась до Міжнародного кримінального суду з проханням розслідувати ці події. Міністр оборони України Олексій Резніков заявив, що кількість людей, убитих російськими військами в Бучі, більша, ніж у Вуковарі (щонайменше 255 осіб).
Російська влада заперечувала будь-які правопорушення, називаючи докази вбивств провокацією чи постановкою. Ці заяви було спростовано міжнародними ЗМІ, зокрема, Bellingcat, Deutsche Welle, «Економіст», BBC та «Нью-Йорк таймс».

## Передісторія
Під час російського вторгнення в Україну 2022 року частина російських військових перетнула південні кордони Білорусі. Одним із перших кроків був марш-кидок до Києва — столиці країни, що інтерпретовано багатьма як «удар для обезголовлення», і разом із величезною колоною військової техніки російські військові просунулися в Україну на північ від Києва.
У березні 2022 року російські передові сили захопили місто Буча, що передує Києву.
Наприкінці березня, перед відступом росіян від Бучі, генеральна прокурорка України Ірина Венедіктова заявила, що українські прокурори зібрали докази про 2,5 тисячі підозрюваних у скоєнні воєнних злочинів під час російського вторгнення 2022 року та встановили «кілька сотень підозрюваних».
Під час загального відступу, внаслідок атаки українських військ, росіяни передислокувалися на північ від Київської області. Українські війська увійшли до міста 1 квітня.

## Масові вбивства

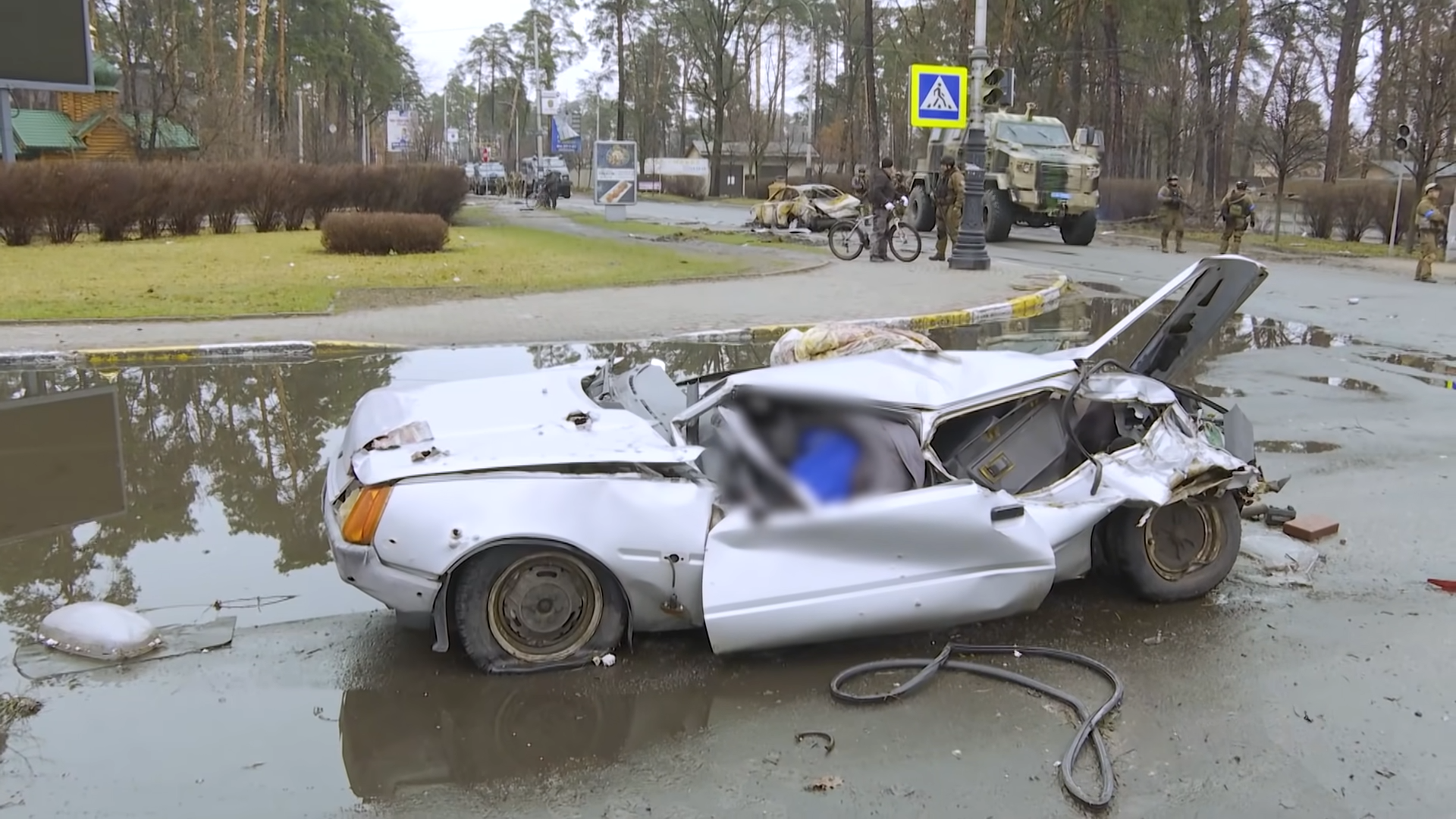
Знищений автомобіль у Бучі з убитою людиною всередині, 2 квітня 2022 року. Російські окупанти переїхали автомобіль танком.

2 квітня 2022 року опублікували перші відеозаписи того, що залишилося після виходу російських окупаційних військ, ці записи показували масові вбивства мирного населення. Після відходу російських окупаційних військ із Бучі наприкінці березня з'явилися докази численних звірств, вчинених росіянами під час окупації міста.
18 понівечених тіл убитих чоловіків, жінок і дітей знайшли в підвалі. Огляд тіл виявив сліди катувань: відрізані вуха та вирвані зуби. Трупи інших убитих мирних жителів залишили на дорозі, імовірно, деякі з них загинули від російської вибухівки як приманки перед тим, як воєнні злочинці відступили. Міський голова Бучі Анатолій Федорук повідомив про виявлення братської могили, де поховали 280 людей, а по вулицях залишилися лежати десятки трупів, деякі з яких із зав'язаними руками. Основним способом убивства був розстріл у потилицю. Особливу жорстокість виявили в останні дні окупації безпосередньо перед відступом, зокрема, стратили майже всіх чоловіків, що залишилися в окупованому місті, від 18 до 60 років. Газета «Ґардіан» написала, що після того, як українські Збройні сили звільнили Київську область, вони стали свідками шокуючого розорення території: тіла на дорогах, свідчення страт мирних жителів, масові поховання, убиті діти.
Головні вулиці були всіяні загиблими мирними жителями, які займалися повсякденним життям. Трупи жителів Бучі також були виявлені в подвір'ях будинків та інших місцях. Тіла вбитих у Бучі почали з'являтися на вулицях 11 березня, коли туди зайшли окупаційні війська РФ, їх видно на знімках супутника. Просторове розміщення трупів та інших об'єктів на супутникових світлинах збігається з просторовим розміщенням трупів та інших об'єктів на світлинах, зроблених після відходу російських окупаційних військ і Бучі.
12 березня 2022 російські військові вбили 60-річного Іллю Навального, родича російського опозиційного політика Олексія Навального  . 
Телеканал CNN отримав ексклюзивне відео з Бучі, зняте 12 та 13 березня за допомогою дрона. На ньому видно, що військові окупаційної армії загарбника стоять біля тіл убитих українців. Видання The New York Times розшукало докази страти російськими десантниками вісьмох чоловіків на Яблунській, 144, у Бучі.
Федеральна розвідувальна служба Німеччини (BND) перехопила переговори по радіозв'язку російських військових, у яких окупанти обговорюють масові вбивства мирних жителів у Бучі.
Жителі й міський голова підтвердили, що людей убили російські військові. Багато з них займалися своїми повсякденними справами, вигулювали собак або носили сумки з покупками. Тіла були цілими, що свідчить про те, що людей застрелили, а не вбили вибуховими боєприпасами.
На кадрах видно загиблих мирних жителів зі зв'язаними руками, на інших кадрах — мертвого чоловіка біля свого велосипеда. Домашніх та інших тварин застрелили без потреби. Журналісти, які самі зайшли до міста, виявили загиблих мирних жителів.
Україна заявила, що після відходу росіян виявили братське поховання з 300 людьми. Анатолій Федорук також підтвердив, що щонайменше 280 жителів міста поховали в братських могилах. Місцевим жителям довелося поховати ще 57 тіл в іншій братській могилі.
Цивільні вказали, що багато хто з тих, хто вижив, ховалися від росіян у підвалах, надто боячись вийти. Деякі з них тижнями не мали світла та електрики, використовували свічки для нагрівання води та приготування їжі. Лише коли стало зрозуміло, що росіяни пішли, вони вийшли зі своїх схованок, вітаючи прихід українських військ.
На відміну від інших міст, очільник міста продовжував залишатися на своїй посаді, його не викрадали і не стратили.
З'явилися докази, які вказують на те, що росіяни виділяли українських цивільних чоловіків і організовано вбивали їх, зокрема багато з їхніх тіл знайшли зі зв'язаними за спиною руками. 2 квітня репортер AFP заявив, що він бачив щонайменше 20 тіл мирних жителів, які лежали на вулицях Бучі, причому два тіла мали зв'язані руки, що означало страту без надзвичайних обставин. Федорук повідомив, що всіх цих осіб убивали пострілами в потилиці.
Також знайшли тіла мертвих оголених жінок з ознаками того, що росіяни безуспішно намагалися спалити їхні тіла. У звіті, опублікованому «The Kyiv Independent, також були світлини та інформація про одного чоловіка та двох або трьох оголених жінок під ковдрою, тіла яких російські солдати намагалися спалити на узбіччі дороги, перш ніж утекти.
Близько 7:15 5 березня російські солдати помітили пару автомобілів із двома сім'ями, які намагалися втекти, коли машини звернули на вулицю Чкалова. Росіяни відкрили вогонь по колоні, убивши чоловіка з другого автомобіля. Передню машину обстріляли, підпалили — загинули двоє дітей та їхня мати.
Мешканці, розмовляючи з Human Rights Watch після відступу російських окупаційних військ, описували поводження з людьми в місті під час короткої окупації: росіяни ходили від дверей до дверей, розпитували людей, знищували їхнє майно та грабували їхній одяг, щоби носити його самим. Цивільних жителів обстріляли, коли вони залишали свої домівки за їжею та водою. Окупаційні російські війська наказали їм повернутися до своїх домівок, незважаючи на відсутність таких предметів першої необхідности, як вода й тепло через руйнування місцевої інфраструктури. Снайпери обстріляли мирних жителів. Російська озброєна техніка обстрілювала будівлі міста. Російські військові відмовилися надавати медичну допомогу пораненим мирним жителям. Для місцевих жертв викопали братську могилу, а окупаційні війська проводили позасудові страти.
Російські окупаційні війська 4 березня вбили трьох неозброєних мирних громадян України, які доставляли корм до притулку для собак. За словами жителів Бучі, при в'їзді в місто вулицями проїхали російські танки та військова техніка, хаотично стріляючи у вікна будинків.
CNN, BBC та Bild оприлюднили відеодокументи численних трупів мирних жителів, які лежали на вулицях і подвір'ях Бучі, деякі з яких зі зв'язаними руками чи ногами. Звірства в Бучі, включаючи принаймні один випадок розстрілу без покарання, також задокументувала незалежна правозахисна група Human Rights Watch.

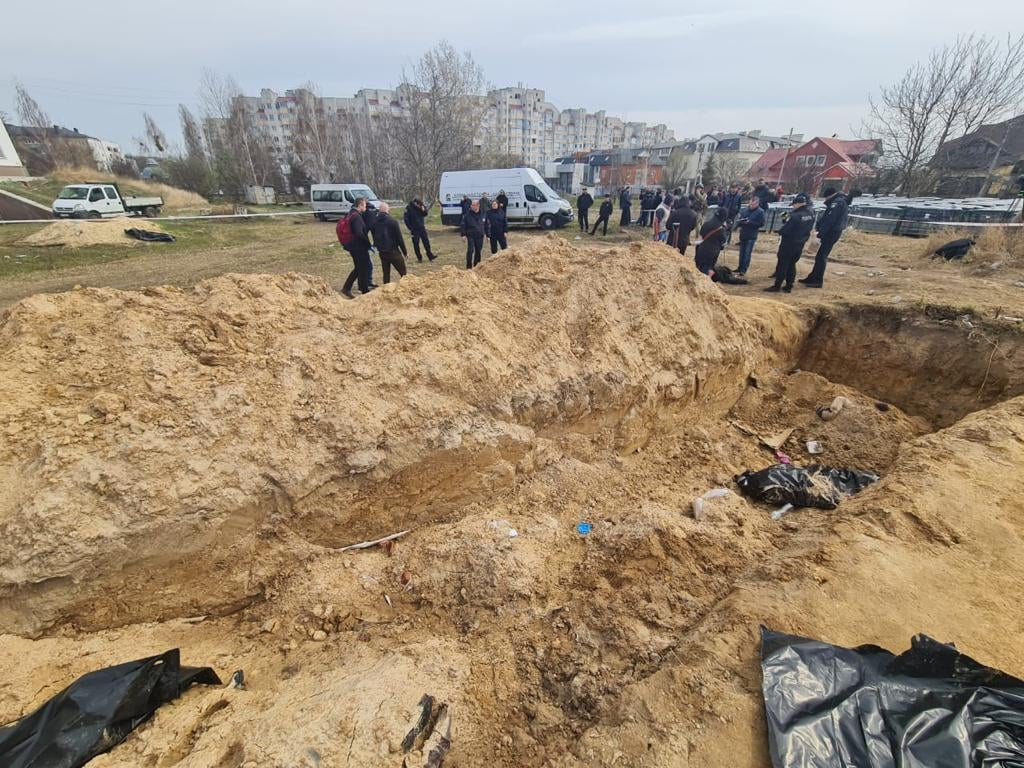
Ексгумація тіл із братської могили біля церкви Святого Апостола Андрія Первозваного (Буча) 8 квітня 2022 року.

За словами місцевого жителя, російські військові грабували мирних жителів і вбивали всіх, хто мав татуювання, що свідчать про їхню участь у війні на сході України. Також російські окупаційні війська вбивали людей з українськими татуюваннями. За його розповіддю, в останній тиждень окупації кадирівці вбивали всіх зустрічних мирних жителів.
Видання Рейтер, посилаючись на супутникові знімки, повідомило, що перші ознаки риття траншеї для братської могили на території церкви Святого Апостола Андрія Первозваного зафіксували 10 березня. За даними, опублікованими 7 квітня, 90 % жертв серед мирних жителів міста загинули внаслідок розстрілів росіянами. Станом на 12 квітня в місті, за даними мера Анатолія Федорчука, було виявлено 403 тіла мирних жителів, вбитих російськими окупаційними військами, що становить 1/5 тих, хто залишався в Бучі.
Associated Press у співпраці з іншими компаніями провело масштабне розслідування та відновило події перших днів російського вторгнення до Бучі, де перебували війська 76-ї десантно-штурмової дивізії РФ. Командували окупантами генерал-майор Сергій Чубарикин та генерал-полковник Олександр Чайко, який раніше командував російськими операціями у Сирії.
30 квітня під Бучею в лісі поруч з селом Мироцьке було знайдено інше поховання з трьома тілами. Чоловіків перед вбивством жорстоко катували, на руках і ногах було виявлено кульові поранення, вбивали їх пострілом у вухо. Жертвам зв'язували руки, намотували на обличчя тканину, у деяких у роті був кляп.

### Воєнні злочинці
За попередніми даними, цей воєнний злочин вчинила, зокрема, 64-та мотострілецька бригада ЗС РФ[неавторитетне джерело]. ГУР МО оприлюднило список військовослужбовців бригади з іменами та особистими даними військовослужбовців, від рядових до полковників.

## Розслідування

### Україна
Національна поліція України розпочала розслідування за фактами подій у Бучі, широка територія розглядається як місце злочину. Згодом українська розвідка оприлюднила імена росіян, причетних до різанини в Бучі. Це військовослужбовці 64-ї мотострілецької бригади 35-ї загальновійськової армії РФ. Правоохоронці ідентифікували 91 окупанта, які чинили злочини в Бучі — ОГП. Правоохоронці зібрали численні докази участі російських військових у масових вбивствах в Бучі.
30 грудня 2024 року українська поліція назвала ім'я російського військового, який, як стверджується, віддав прикази стріляти по цивільному населенню в окупованому Бучі, це - Артем Тареєв 1995 року народження, який командував у березні 2022 року 234-м десантно-штурмовим полком 76-й псковської дивізії ВДВ .

### РФ

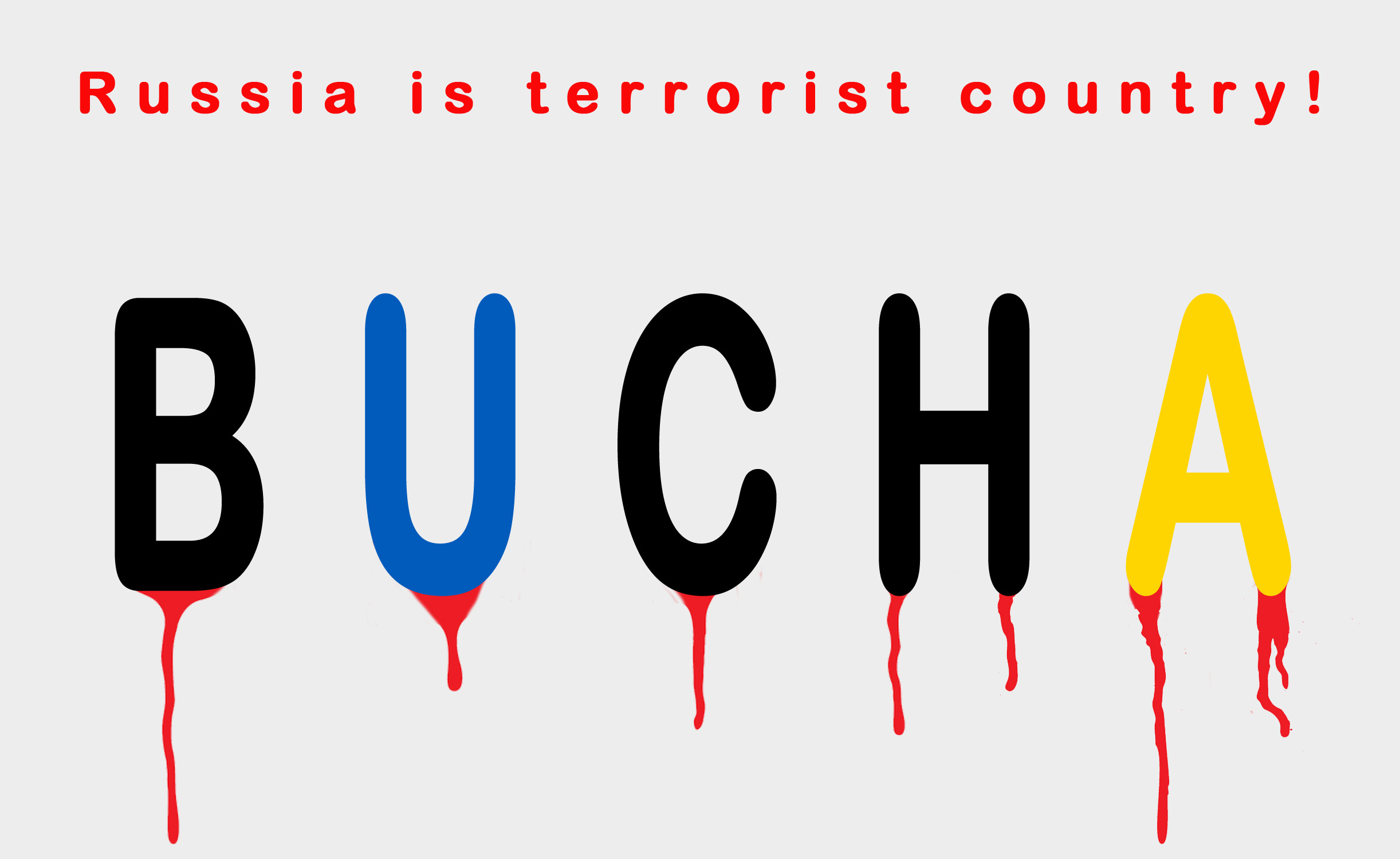
Плакат щодо геноциду в Бучі

Голова Слідчого комітету РФ Олександр Бастрикін доручив розслідувати те, що він назвав «українською провокацією», звинувативши українську владу в нібито поширенні «завідомо неправдивої інформації» про дії російських збройних сил.
Росія також попросила провести спеціальне засідання Ради Безпеки ООН, одним із п'яти постійних членів якої вона є, щоб розглянути те, що, на її думку, було «огидною провокацією українських радикалів». Британська місія при ООН, яка у квітні головує у Раді з 15 членів, заявила, що Радбез проведе заплановане обговорення щодо України 5 квітня 2022 року, у вівторок, а не буде збиратися у понеділок, як того вимагає Кремль.

### Міжнародне
Міністерство закордонних справ України звернулося до розслідування Міжнародного кримінального суду в Україні з проханням направити слідчих до Бучі та інших звільнених районів Київської області. Міністр закордонних справ Дмитро Кулеба також закликав інші міжнародні групи збирати докази.

### Журналістське
Інформаційне агентство Associated Press опублікувало розслідування про те, як російські війська на початку березня здійснювали масові вбивства у Бучі, що під Києвом.
22 грудня 2022 року журналісти NYT ідентифікували поіменно російських десантників, які вбивали українців у Бучі. Виконавцями масового вбивства мирних жителів у Бучі були російські десантники з 234-го десантно-штурмового полку під командуванням полковника Артема Городілова.

## Наслідки
Українська поліція розпочала розслідування за фактами подій у Бучі, значну територію розглядають як місце злочину. У той час, як одні стверджували, що мирних жителів убили артилерійськими обстрілами, інші вказували, що загиблих знайшли зі зв'язаними за спиною руками. Міський голова Бучі повідомив, що російські військові розстріляли мирних жителів у потилицю.
Київський міський голова Віталій Кличко в інтерв'ю Bild заявив, що «те, що сталося в Бучі та інших передмістях Києва, можна назвати лише геноцидом», і звинуватив президента Росії Володимира Путіна у воєнних злочинах.
Професор Університету національної оборони у Вашингтоні Девід ДеРош у розмові з журналістом Al Jazeera про цю подію та інші вказали, що навмисне вбивство мирних жителів, як у цьому випадку, вважають воєнним злочином.
Міноборони РФ заперечували, що російські окупаційні війська знищували мирних жителів під час боїв, і що різанину не могли добре приховати російські військові, і що братська могила насправді була «заповнена жертвами українських авіаударів». У міністерстві заявили також, що тіла людей «ніби рухаються». Але цю заяву розслідував московський відділ ВВС, який дійшов висновку про відсутність можливостей того, що відео було інсценовано.
Аналіз супутникових знімків «The New York Times» спростовує твердження Росії про те, що вбивство мирних жителів у Бучі, передмісті Києва, сталося після того, як солдати РФ покинули місто. Журналісти-розслідувачі «Bellingcat» розвінчали спроби Росії перекрутити трагічні події в Бучі на Київщині.
Російські військові в Бучі цілеспрямовано вбивали людей за складеними списками. Їх допомагали складати окупантам місцеві колаборанти.

## Міжнародна реакція

### Організації
- Європейський Союз
  - Президент Ради ЄС Шарль Мішель заявив, що він «шокований світлинами звірств російської армії в Києві», і пообіцяв, що ЄС допоможе Україні та правозахисним групам зібрати докази для використання в міжнародних судах[93].
  - Президент Європейської комісії Урсула фон дер Ляєн: «Зжахана повідомленнями про невимовні жахи в районах, з яких виходить Росія. Терміново потрібне незалежне розслідування. Винні у воєнних злочинах будуть притягнуті до відповідальності»[94].
  - Роберта Мецола, президент Європарламенту: «Приголомшена звірствами російської армії в Бучі та інших звільнених районах. Це холодна реальність воєнних злочинів Путіна. Світ повинен бути в курсі того, що відбувається. Необхідно ввести жорсткіші санкції. Винуватці та їхні командири мають бути притягнуті до відповідальності»[95].
  - Жозеп Боррель, Верховний представник Європейського Союзу з питань закордонних справ і політики безпеки:
    - «Вітаю Україну зі звільненням більшої частини Київської області. Шокований новинами про звірства, вчинені російськими військами. ЄС допомагає Україні в документуванні воєнних злочинів. Усі справи мають розглядатися, а саме Міжнародний суд. ЄС і надалі підтримуватиме Україну. Слава Україні!»[96].
    - «Відповідальність за ці звірства, скоєні під час фактичного контролю над територією, несе російська влада. Масові вбивства в місті Буча та інших містах України будуть внесені до списку звірств, скоєних на європейській території».
- НАТО — Генеральний секретар Єнс Столтенберґ сказав в інтерв'ю CNN: «Це жахливо і абсолютно неприйнятно, що цивільні особи стають цілями та їх вбивають»[97].
- ООН
  - Генеральний секретар Антоніу Гутерріш заявив: «Я глибоко шокований зображеннями мирних жителів, убитих у Бучі, Україна. Важливо, щоб незалежне розслідування призвело до ефективної відповідальності»[98].
  - Верховна Комісарка ООН з прав людини Мішель Бачелет заявила, що вона «шокована світлинами тіл вбитих цивільних, які лежать на вулицях та в саморобних могилах». Повідомлення про такі випадки в Бучі та інших місцевостях можуть свідчити про воєнні злочини. Вона наголосила на необхідности ідентифікації всіх жертв, проведенні розслідування та притягнення винних до відповідальності[99].

### Держави
- Австралія
  - Міністр закордонних справ Австралії Маріс Пейн написала у Твіттері про свій шок і закликала притягнути Російську Федерацію до відповідальності[100].
- Албанія
  - Міністр закордонних справ Ольта Джацка закликала до належного розслідування злочинів, заявивши: «Зображення загиблих мирних жителів, які смітять вулиці звільнених українських міст, задокументовані історії зґвалтування та шокуючі руйнування цілих міст є найяскравішим свідченням того, що зараз справжня злочинна природа російського режиму», — додала вона, що «світ повинен діяти. … Албанія працюватиме з союзниками і партнерами, щоб ці злочини були належним чином підтверджені та розслідувані»[101].
- Чилі
  - Міністерство закордонних справ засудило передбачувану різанину та висловило «занепокоєння жорстокими зображеннями вбитих мирних жителів у місті Буча, Україна», закликавши «незалежне та неупереджене розслідування цих подій, визначити відповідальність та санкції за міжнародними стандартами»[102].
- Канада
  - Прем'єр-міністр Джастін Трюдо заявив: «Ми рішуче засуджуємо вбивство мирних жителів в Україні, залишаємось відданими притягненню російського режиму до відповідальності і будемо продовжувати робити все можливе, щоб підтримати народ України», — заявив прем'єр-міністр Джастін Трюдо у твіттері. Неділя. «Винні в цих кричущих і жахливих нападах будуть притягнуті до відповідальності».
  - Міністр закордонних справ Мелані Жолі назвала дії Російської Федерації «шокуючими» і «безглуздим вбивством невинних мирних жителів», заявивши, що «Канада не пошкодує жодних зусиль, включаючи розслідування воєнних злочинів, щоб забезпечити притягнення винних до відповідальності»[103].
- КНР
  - Постійний представник Китайської Народної Республіки при ООН Чжан Цзюнь на засіданні Ради Безпеки ООН назвав звіти та зображення загиблих мирних жителів у Бучі «дуже тривожними». На тій же зустрічі Чжан додав, що обставини мають бути перевірені, а будь-які звинувачення мають ґрунтуватися на фактах[104].
- Данія
  - Прем'єр-міністр Метте Фредеріксен написала у Facebook, що її «серце плаче за Україною», додавши, що «злочини Путіна розбивають серце, жорстокі і їх ніколи не можна забувати»[105].
- Естонія
  - Прем'єр-міністр Кая Каллас заявила, що знімки з Бучі нагадують про масові вбивства, скоєні Радянським Союзом і нацистською Німеччиною, і закликала зібрати деталі та притягнути зловмисників до суду. «Це не поле бою, а місце злочину», — додала вона[106].
- Фінляндія
  - Президент Саулі Нійністе та Прем'єр-міністр Санна Марін заявили, що воєнні злочини в Україні мають бути розслідувані, посилаючись на звірства в Бучі[107].
- Франція
  - Президент Еммануель Макрон заявив, що зображення з Бучі «нестерпні», він співчуває жертвам і солідарний з українцями. Він також зазначив, що «за ці злочини доведеться відповідати російській владі»[108].
- Сакартвело
  - Президент Саломе Зурабішвілі заявила у твітері, що Буча є «злочином проти людства», який «ніколи не буде забутий»[109].
- Німеччина
  - Віцеканцлер Роберт Габек назвав події в Бучі «невиправданими» і «жахливим воєнним злочином»[110].
  - Канцлер Олаф Шольц заявив у Twitter: Страшні та жахливі матеріали приходять до нас з України. У Бучі розстрілювали мирних жителів, серед яких були жінки, діти та люди похилого віку, які кілька днів тому перебували під контролем російської армії[111]. Німеччина також вислала 40 російських дипломатів через різанину в Бучі[112].
  - Речник федерального уряду Штеффен Гебештрайт: «Є оцінки супутникових знімків, які були зроблені між 10 і 18 березня 2022 року, і вони дозволяють зробити висновок, що жертви на вулиці Яблунській у Бучі, зображення з якими ми всі побачили, були там щонайменше з 10 березня. Достовірні дані засвідчують, що російські військові та силовики були розгорнуті в цьому районі з 7 по 30 березня включно. Вони також брали участь у допиті бранців, яких згодом стратили»[113].
- Ірландія
  - Міністр закордонних справ Ірландії Саймон Ковені заявив, що «шокуючі сцени звірств […] з боку російських військ мають бути повністю задокументовані та переслідувані Міжнародним судом», і що такі воєнні злочини не можуть бути «безкарними»[114].
- Індія
  - Постійний представник Індії при ООН Т. С. Тірумурті на засіданні Ради Безпеки ООН засудив вбивство мирних жителів у Бучі, назвавши це «глибоким тривожним». На тому ж засіданні він підтримав заклик до незалежного розслідування інциденту[115].
  - Міністр закордонних справ Індії С. Джайшанкар під час дискусії в індійському парламенті засудив вбивства в Бучі[116].
- Ісландія
  - Міністр закордонних справ Ісландії Тордіс Колбрун Р. Ґільфадоттір засудила розправу над жителями міста Буча на околицях Києва, а також тих, що сталися навколо Києва. Тордіс сказала, що «у невинних сімей, у тому числі дітей, вкрали майбутнє. Ця війна має закінчитися». Вона додала, що агресори повинні відповідати за свої дії[117].
- Ізраїль
  - Посол Ізраїлю в Україні назвав це воєнним злочином[118]. Міністр закордонних справ Ізраїлю Яїр Лапід рішуче засудив різанину та вперше використав термін «воєнний злочин» у контексті війни в Україні[119].
- Італія
  - Прем'єр-міністр Маріо Драґі заявив, що кадри з Бучі «приголомшливі» і що «російська влада повинна понести відповідальність за те, що сталося». Він також висловив повну солідарність Італії з Україною та її громадянами[120].
- Японія
  - Прем'єр-міністр Фуміо Кісіда заявив журналістам, що Японія рішуче засуджує «порушення міжнародного права» і заявив, що країна розгляне можливість введення додаткових санкцій проти Росії[121].
- Південна Корея
  - Міністерство закордонних справ Південної Кореї висловило серйозне занепокоєння з приводу вбивств цивільного населення в Бучі та підтримало заклик Організації Об'єднаних Націй щодо незалежного розслідування вбивств[122].
- Косово
  - Косово суворо засудило воєнні злочини, а президент Вйоса Османі порівняла цю різанину з серією вбивств, здійснених Сербією під час косовської війни[101].
  - Прем'єр-міністр Альбін Курті закликав до справедливости в Бучі, написавши в Твіттері: «Братські могили, люди, жорстоко вбиті з відсутніми частинами тіл, спалені будинки та міста, перетворені на руїни, — це все знайомі сцени з режимів геноциду. Винуватці Бучанської різанини мають бути притягнуті до відповідальності, а Росія має бути притягнута до відповідальності»[101].
- Мексика
  - Президент Сенату Мексики Ольга Санчес Кордеро засудила напади на цивільне населення і жахливі зображення вбитих, які лежать на вулицях, вона також висловила солідарність сенату Мексики з українським народом[123].
- Литва
  - Литва засудила російські «воєнні злочини» і «злочини проти людства», міністр закордонних справ Ґабріелюс Ландсберґіс заявив, що країна почне розслідування в Міжнародному кримінальному суді. Литва також оголосила, що у відповідь на події висилає російського посла та закриває російське консульство в місті Клайпеда[124].
- Нідерланди
  - Прем'єр-міністр Нідерландів Марк Рютте написав, що був «шокований» повідомленнями про «жахливі злочини» в районах, з яких відступила Росія. Він додав, що це має бути «розслідувано» і що Нідерланди та їх партнери «не спочиватимуть», доки «винних у воєнних злочинах» не притягнуть до відповідальності[125][126].
- Люксембург
  - Прем'єр-міністр Люксембургу Ксав'є Беттель написав, що він жахнувся розправою над мирним населенням у Бучі та закликав до незалежного розслідування всіх звірств проти мирного населення в Україні, щоб притягнути винних до відповідальності[127].
- Нова Зеландія
  - Прем'єр-міністр Джасінда Ардерн назвала повідомлення з Бучі «осудливими» і що «Росія повинна відповісти перед світом за те, що вона зробила»[128].
- Польща
  - Міністр закордонних справ Польщі закликав міжнародне співтовариство допомогти Україні розслідувати дії російської армії в районі Києва, оскільки наростає обурення з приводу виявлення трупів у місті Буча. «Звільнення Київської області розкриває варварські звірства російськими збройними силами», — написав у Twitter Збінєв Рау, який також є головою Організації з безпеки і співробітництва в Європі (ОБСЄ) у цьому році[129].
  - Президент Польщі Анджей Дуда заявив, що злочинців потрібно назвати злочинцями, притягнути до відповідальності та засудити. Світлини з Бучі спростовують переконання, що потрібно шукати компроміс будь-якою ціною. Насправді, захисникам України понад усе потрібні три речі: зброя, зброя і ще зброя[130].
- Португалія
  - «Жорстокість зображень, які надходять до нас із Бучі, шокує. Ми рішуче засуджуємо ці звірства проти мирного населення. Неприйнятне варварство, яке має бути суворо покаране міжнародним правосуддям», — написав прем'єр-міністр Антоніу Кошта у своєму офіційному Twitter-акаунті[131].
- Румунія
  - Міністр закордонних справ Румунії Богдан Ауреску засудив звірства, скоєні в Бучі, заявивши, що всі винні у злочинах мають бути притягнені до відповідальності[132].
- Словаччина
  - Прем'єр-міністр Едуард Геґер порівняв різанину з «апокаліпсисом війни в колишній Югославії», заявивши, що «варварський розгул російських солдатів шокує і буде покараний міжнародною спільнотою»[133].
- Іспанія
  - Прем'єр-міністр Педро Санчес висловив «жах, біль і обурення» «жахливими образами», які виходять із Бучі, назвавши їх воєнними злочинами та заявивши, що їхні винуватці не можуть залишитися безкарними. Санчес підтвердив свою підтримку та солідарність з українським народом. Санчес заявив, що бачив докази «можливого геноциду», і закликав до розслідування[134][135].
- Швеція
  - Прем'єр-міністр Магдалена Андерссон зробила заяву у Twitter, написавши, що світлини з Бучі «нагадують найтемніші сцени з європейської історії», і пообіцяла фінансову та кадрову підтримку розслідування Міжнародного кримінального суду[136].
- Швейцарія
  - У Федеральному департаменті закордонних справ Швейцарії заявили, що «повідомлення з Бучі викликають занепокоєння щодо серйозних порушень міжнародного гуманітарного права. Ці події, як і всі інші ймовірні порушення міжнародного гуманітарного права, терміново вимагають незалежного міжнародного розслідування». Швейцарія також заявила, що підтримує розслідування Міжнародного кримінального суду[137].
- Тайвань
  - Міністерство закордонних справ оприлюднило твіт міністра закордонних справ Джозефа Ву, в якому назвав різанину в Бучі «жахливою та абсолютно неприйнятною» і що «ми повинні притягнути винних до відповідальності за цей злочин проти людства»[138].
- Британія
  - Міністр закордонних справ Елізабет Трасс заявила, що вона «нажахана звірствами в Бучі та інших містах України» і що «звіти про напади російських військ на невинних цивільних є огидними». Вона також повідомила, що винні будуть притягнуті до відповідальності[139].
- США
  - Ентоні Блінкен, держсекретар Сполучених Штатів: дедалі більше доказів російських воєнних злочинів в Україні є «ударом по нутрі», обіцяючи, що США приєднаються до своїх союзників у документуванні звірств, щоб притягнути винних до відповідальності[140]. «Ми рішуче засуджуємо очевидні звірства кремлівських сил у Бучі та по всій Україні. Ми домагаємося відповідальності, використовуючи всі доступні інструменти, документуючи та передаючи інформацію, щоб притягнути винних до відповідальності»[141].
- РФ
  - Міністр закордонних справ Сергій Лавров розкритикував звинувачення «Заходу» й назвав різанину черговою «фейковою атакою», яка використовувалася в «антиросійських цілях» і була «влаштована там через кілька днів» після відходу російських військових із цього району[142].

#### День жалоби
- — Президент Молдови Мая Санду назвала цю подію «злочинами проти людяності» та оголосила 4 квітня 2022 року днем національної жалоби в пам'ять усіх українців, загиблих у російсько-українській війні[143][144][145].

|             | Ми вражені разом із усім світом ситуацією у місті Буча під Києвом. Молдова рішуче засуджує ці злочини проти людяності, як і засуджує цю незаконну і нічим не спровоковану війну, яку веде Російська Федерація проти України. |
| — Мая Санду | |

#### Видворення російських дипломатів
У відповідь на різанину європейські країни вислали близько 200 російських дипломатів (до цього з початку війни було вислано 150 дипломатів). Їх видворили Данія, Естонія, Іспанія, Італія, Латвія, Литва, Німеччина, Португалія, Румунія, Словенія, Франція, Швеція та керівництво ЄС.